# Gmina Stolac
Gmina Stolac (boś. Općina Stolac) – gmina w Bośni i Hercegowinie, w kantonie hercegowińsko-neretwiańskim. W 2013 roku liczyła 14 502 mieszkańców.